# 오경산술

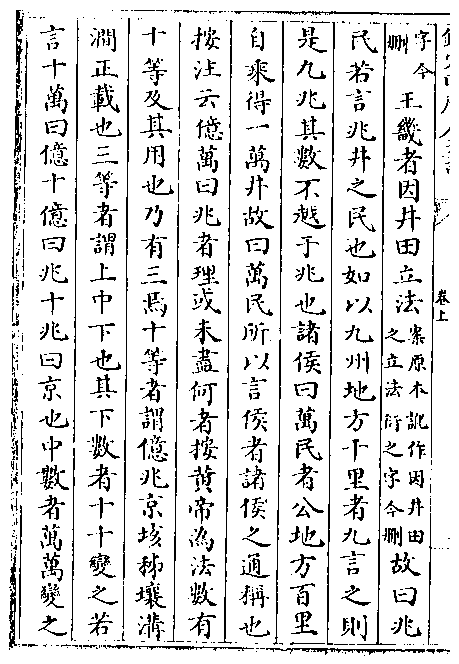
《오경산술》 속 큰 수의 이름에 대한 설명

《오경산술》(중국어 간체자: 五经算术, 정체자: 五經算術, 병음: wǔjīngsuànshù 우징쏸수[*])은 북주 견란(甄鸞)이 저술하였다고 전해지는 산학서이다.